# Aglaojoppa tigris
Aglaojoppa tigris là một loài tò vò trong họ Ichneumonidae.